# Scylaceus
Scylaceus Bishop & Crosby, 1938 è un genere di ragni appartenente alla famiglia Linyphiidae.

## Distribuzione
Le due specie oggi attribuite a questo genere sono state rinvenute negli Stati Uniti e in Canada.

## Tassonomia
A giugno 2012, si compone di due specie:
- Scylaceus pallidus (Emerton, 1882)[3]— USA, Canada
- Scylaceus selma (Chamberlin, 1949)— USA

### Specie trasferite
- Scylaceus amylus Chamberlin, 1949; trasferita al genere Epiceraticelus Crosby & Bishop, 1931[1].
- Scylaceus divisus Chamberlin, 1949; trasferita al genere Scotinotylus Simon, 1884.
- Scylaceus obtusus (Emerton, 1915); trasferita al genere Semljicola Strand, 1906

### Sinonimi
- Scylaceus minutissimus (Keyserling, 1886); questi esemplari sono stati riconosciuti, a seguito di uno studio dell'aracnologo Ivie del 1967, come sinonimi di S. pallidus (Emerton, 1882)[1].
- Scylaceus pallas Chamberlin, 1949; questi esemplari sono stati riconosciuti, a seguito di uno studio dell'aracnologo Ivie del 1967, come sinonimi di S. pallidus (Emerton, 1882).
- Scylaceus rostratulus (Keyserling, 1886); questi esemplari sono stati riconosciuti, a seguito di uno studio dell'aracnologo Ivie del 1967, come sinonimi di S. pallidus (Emerton, 1882).